# Пламен Чернев
Пламен Чернев е български тонрежисьор и озвучаващ актьор.

## Биография
В началото на XXI век работи в студио „Александра Аудио“ като тонрежисьор на войсоувър и нахсинхронни дублажи, както и озвучаващ актьор на филми.

## Кариера в дублажа

### Озвучаващ актьор
1. „Аватар“ – други гласове, 2022
2. „Аладин“ – Абу, 2004
3. „Аладин и завръщането на Джафар“ – Абу, 2004
4. „Аладин и царят на разбойниците“ – Абу, 2004
5. „Аристокотките“ – други гласове, 2008
6. „Бамби“ – други гласове, 2005
7. „Всички на сърф“ – други гласове, 2007
8. „Гарфилд“ – други гласове, 2004
9. „Зайчето Питър“ – други гласове, 2018
10. „Зайчето Питър 2: По широкия свят“ – Феликс, 2021
11. „Играта на играчките 2“ – други гласове, 2008
12. „Как да си дресираш дракон“ – други гласове, 2010
13. „Котки и кучета: Отмъщението на Кити“ – други гласове, 2010
14. „Кунг-фу панда“ – други гласове, 2008
15. „Ледена епоха 3: Зората на динозаврите“ – други гласове, 2009
16. „Ледена епоха: Големият сблъсък“ – други гласове, 2016
17. „Легенда за Тарзан“ – други гласове, 2002-2003
18. „Мадагаскар 2“ – Мелман (Дейвид Шуимър), 2008[1]
19. „Мадагаскар 3“ – Мелман (Дейвид Шуимър), 2012[2][3]
20. „Облачно с кюфтета“ – Брент (Анди Самбърг), 2009[4]
21. „Облачно с кюфтета 2: Отмъщението на огризките“ – Брент (Анди Самбърг), 2013[5]
22. „Палечка“ – други гласове, 2006
23. „Рататуй“ – други гласове, 2007
24. „Роботи“ – други гласове, 2005
25. „Семейство Симпсън: Филмът“ – други гласове, 2007
26. „Спирит“ – други гласове, 2003
27. „Сто и един далматинци“ – други гласове, 2008
28. „Тролчета“ – Даркус, 2016[6][7]
29. „Хари Потър и Стаята на тайните“ – други гласове, 2003
30. „Храбро сърце“ – Гарван, 2012
31. „Чудовища срещу извънземни“ – други гласове, 2009
32. „Цар лъв“ – други гласове, 2019

### Като тонрежисьор
Сериали (войсоувър дублаж)
1. „Изпепеляваща страст“
2. „Малкълм“ (от шести сезон)

Сериали (нахсинхронен дублаж)
1. „Голямото междучасие“, 2005
2. „Ким Суперплюс“, 2005
3. „Отбор Гуфи“, 2005
4. „Клубът на Мики Маус“ (дублаж на „Александра Аудио“), 2009
5. „Лило и Стич: Сериалът“ (дублаж на „Александра Аудио“), 2005
6. „Невероятният свят на Гъмбол“, 2012
7. „София Първа“, 2013
8. „Спондж Боб Квадратни гащи“ (дублаж на „Александра Аудио“), 2013
9. „Шеметен бяг“ (дублаж на „Александра Аудио“), 2013
10. „Щурият Бутовски“, 2010
11. „Дора изследователката“ (дублаж на „Александра Аудио“), 2013
12. „Уинкс Клуб“ (дублаж на „Александра Аудио“)

Филми (войсоувър дублаж)
1. „Договор за Дядо Коледа“, 2003
2. „Живата гора“, 2004
3. „Мисис Даутфайър“, 2006
4. „Мравката Z“, 2009
5. „Сам вкъщи 4“, 2004
6. „Трансформърс“, 2010

Филми (нахсинхронен дублаж)
1. „101 далматинци II: Приключението на Пач в Лондон“, 2008
2. „DC Лигата на супер-любимците“, 2022
3. „Аватар“, 2022
4. „Аватар: Природата на водата“, 2022
5. „Аз, проклетникът 2“, 2013
6. „Аладин“, 2019
7. „Аристокотките“, 2008
8. „Артур и минимоите“, 2007
9. „Баз Светлинна година“, 2022
10. „Бамби“, 2005
11. „Бебе Бос“, 2017
12. „Гарфилд“, 2004
13. „Гарфилд 2“, 2006
14. „Замръзналото кралство“, 2013
15. „Замръзналото кралство 2“, 2019
16. „Играта на играчките 3“, 2010
17. „Играта на играчките: Пътешествието“, 2019
18. „Ела, изпей! 2“, 2021
19. „Енканто“, 2021
20. „Зайчето Питър“, 2018
21. „Как да си дресираш дракон“, 2010
22. „Камбанка и изгубеното съкровище“, 2009
23. „Клауд 9“, 2014
24. „Коледна песен“, 2009
25. „Космически забивки: Нови легенди“, 2021
26. „Котаракът в чизми 2“, 2022
27. „Книга за джунглата 2“, 2008
28. „Крокодилът Лайл“, 2022
29. „Круиз в джунглата“, 2021
30. „Кунг-фу панда“, 2008
31. „Кунг-фу панда 2“, 2011
32. „Ледена епоха 2: Разтопяването“, 2006
33. „Ледена епоха 3: Зората на динозаврите“, 2009
34. „Лоракс“, 2012
35. „Лошите момчета“, 2022
36. „Лятното приключение на Лука“, 2021
37. „Мадагаскар 3“, 2012
38. „Малката русалка“, 2023
39. „Мармадюк“, 2010
40. „Мегаум“, 2010[8]
41. „Мери Попинз се завръща“, 2018
42. „Миньоните“, 2015
43. „Миньоните 2“, 2022
44. „Мъпетите“, 2011
45. „Приключението на мумиите“, 2023
46. „Принц Смотльо“, 2012
47. „Принцесата и жабокът“, 2009
48. „Рапунцел и разбойникът“, 2010
49. „Роботи“, 2005
50. „Семейство Симпсън: Филмът“, 2007
51. „Скуби-Ду: Гонитба в компютъра“ (втори дублаж на „Александра Аудио“), 2012
52. „Скуби-Ду и Кралят на гоблините“, 2012
53. „Скуби-Ду и Чудовището от Мексико“, 2012
54. „Снежни приятели“, 2012
55. „Супер Марио Bros.: Филмът“, 2023
56. „Тролчета“, 2016
57. „У дома“, 2015
58. „Хари Потър и Стаята на тайните“, 2003
59. „Хотел Трансилвания 2“, 2015
60. „Хотел Трансилвания 3: Чудовищна ваканция“, 2018
61. „Хортън“, 2008
62. „Цар лъв“, 2019
63. „Чуден свят“, 2022